# 보이스오버 (소프트웨어)
보이스오버(VoiceOver)는 애플의 OS X, iOS, 아이팟 운영 체제에 도입된 스크린 리더이다. 보이스오버를 이용하여 사용자는 진술 내용과 (맥의 경우 키보드) 매킨토시나 iOS 기기에 접근할 수 있다. 이 기능은 시각 환자들을 위한 접근성 개선을 목적으로 개발되었다.